# Книч, Рудольф
Рудольф Теофил Книч (19 декабря 1854, Оппельн — 28 мая 1906, Людвигсхафен-ам-Райн) — немецкий химик.

## Биография
Рудольф Книч родился 19 декабря 1854 года в городке Оппельн (ныне Ополе, Польша) в семье кузнеца. Из-за малого достатка семьи он не смог закончить гимназию, и получил рабочую специальность, работал слесарем на железной дороге. Позже Книч учился в ремесленных школах городов Бриг и Гливице, стал студентом промышленной академии в Берлине, впоследствии защитил докторскую диссертацию в Йенском университете.
В 1880—1884 годах Рудольф работал ассистентом в университете, а также консультантом на некоторых предприятиях. С 1884 года он работал в компании «Баденская анилиновая и содовая фабрика» (BASF).

## Научная деятельность
На фабрике BASF Кничу удалось разработать эффективный метод синтеза серной кислоты, благодаря чему фабрика стала мировым лидером по производству кислоты.
Ещё одним достижением Книча является успешное сжижение хлора, так появилась возможность его хранения и транспортировки. Позже эта разработка была использована в Германией для создания первой химического оружия.
За большие достижения в области разработок химических аппаратов в 1904 году советом акционеров BASF Книча был избран директором компании. Он занимал эту должность два года, до своей смерти 26 мая 1906 года.

## Награды
Лауреат медали Либиха.